# Osservatorio Karl Schwarzschild
L'osservatorio Karl Schwarzschild è un osservatorio astronomico situato nella foresta di Teutoburgo in Turingia, Germania.
Diretto da Artie Hatzes, fu fondato nel 1960 come istituto affiliato all'ex Accademia tedesca delle scienze di Berlino e intitolato all'astronomo e fisico Karl Schwarzschild. Nel 1992, l'istituto è stato rinominato Osservatorio di Stato della Turingia (Thüringer Landessternwarte, TLS)

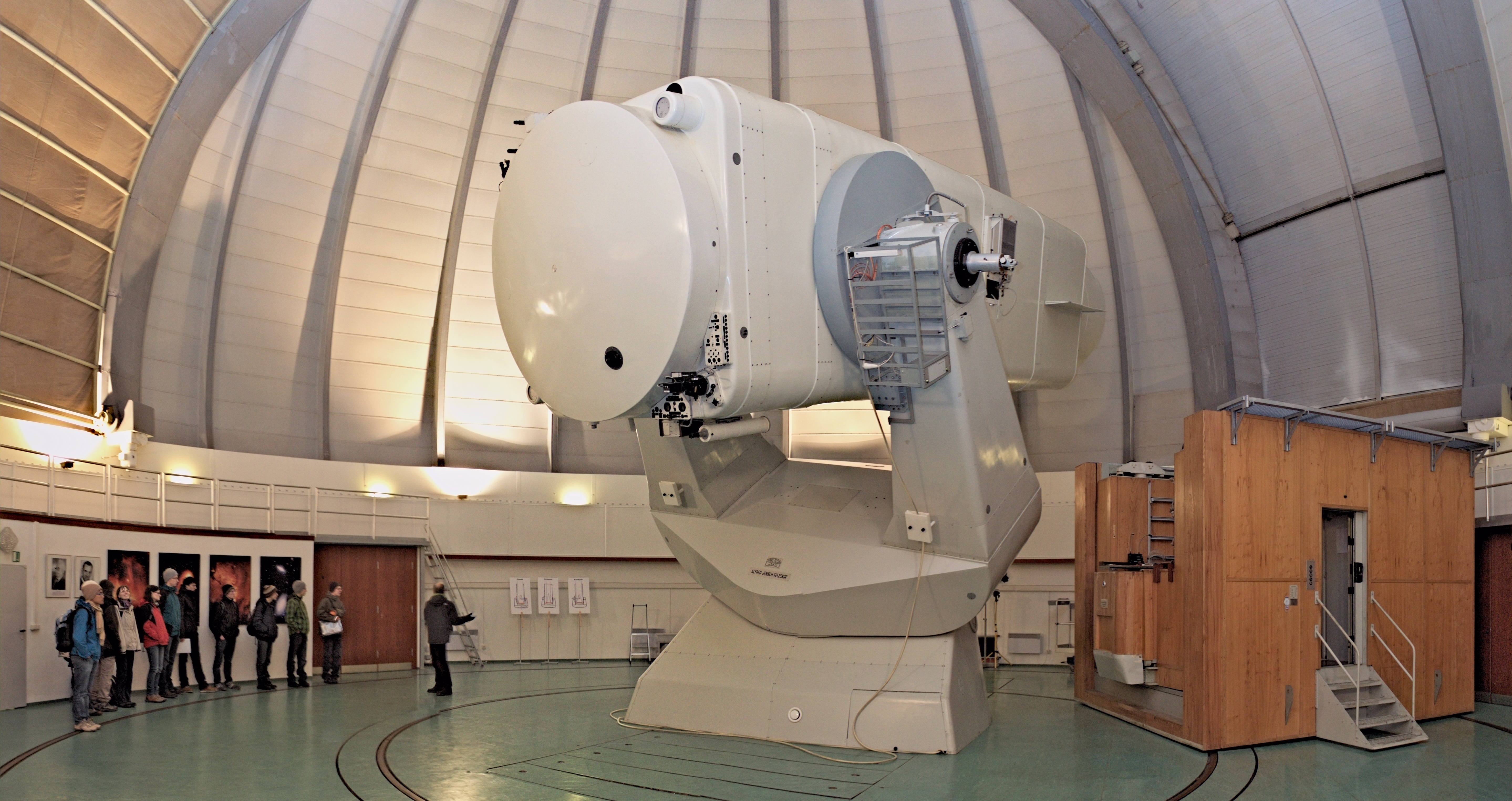
Il telescopio Alfred-Jensch all'interno dell'osservatorio

Il più importante strumento di osservazione astronomica dell'osservatorio, commissionato nel 1960, è il telescopio riflettore Alfred Jensch con uno specchio primario da 2 metri prodotto dalla Zeiss. È il più grande telescopio in terra tedesca insieme al telescopio di Fraunhofer, dell'osservatorio universitario di Monaco. Può essere utilizzato per la fotografia astronomica abbinato ad una fotocamera Schmidt, con un angolo d'immagine di 3,3° x 3,3°. In modalità fotocamera pur con apertura ridotta a 1,38 metri è la configurazione Schmidt più ampia al mondo. In alternativa, in modalità Cassegrain ad apertura piena di 2 metri ha un angolo di campo di 10-20 secondi d'arco.
L'osservatorio ha studiato diverse nane brune e esopianeti, tra cui quelli delle stelle HD 8673, 30 Arietis, 4 Ursae Majoris, HD 13189 e Polluce. L'osservatorio ospita anche una stazione internazionale per il radiotelescopio interferometrico LOFAR